# Аугул керчор
Аугул керчор (с чеч. — «Катание шара») — чеченская народная игра. Первоначально в игре использовался мяч, впоследствии стали использовать диск, напоминающий хоккейную шайбу. Для игры нужна площадка размерами 40×15 метров. В игре участвуют две команды по 6 человек. Каждый игрок имеет палку длиной 1 метр. Игроки каждой команды распределяются по своей половине площадки в такой последовательности: трое передних (чечен. хьалхарниш) вблизи линии раздела площадки, двое средних (чечен. юккъерниш) в центральной зоне и один — в задней зоне (чечен. тIехьарниг). Центральный игрок из трёх передних именуется тамадой. Он бьёт по мячу так, чтобы он прошёл через половину поля соперников. Если это удаётся, команда получает два очка, если мяч останавливается на половине соперника — одно очко. Команда соперника пытается отбить мяч на половину поля соперника, не допуская остановки на своей половине поля.